# Kingdom (serie de televisión surcoreana)
Kingdom (Hangul: 킹덤; RR: Kingdeom) es una serie de televisión surcoreana emitida por Netflix desde el 25 de enero de 2019.
La serie mezcla elementos históricos con elementos de acción y zombis.
En julio de 2019, la serie fue renovada para una segunda temporada, la cual se estrenó el 13 de marzo de 2020.

## Sinopsis
La serie está ambientada en la época de la dinastía Joseon (1392-1897) y sigue al príncipe heredero Lee Chang, el cual se embarca en una misión suicida para investigar una misteriosa plaga que ha estado azotando al país. 
La verdad amenaza al reino cuando descubre que es una epidemia zombi. Los zombis siguen la mitología original, en la que "duermen" por el día y se despiertan por la noche para atacar.

## Reparto[9]

### Personajes principales
| Actor           | Personaje                   | Episodios | Notas |
| --------------- | --------------------------- | --------- | --- |
| Ju Ji-hoon      | Príncipe Heredero Lee Chang | 12        | Trata de reclamar el trono, usurpado por un clan invasor. |
| Ryu Seung-ryong | Cho Hak-ju                  | 12        | Personaje despiadado y hambriento de poder. |
| Bae Doona       | Seo-bi                      | 12        | Médica, única de los dos únicos sobrevivientes del brote original de la plaga, busca encontrar la cura de esta. |
| Kim Sung-kyu    | Yeong-Shin                  | 12        | Es un misterioso cazador de tigres del Sur, así como uno de los primeros en descubrir el brote de la plaga. Es un hábil luchador que lleva los primeros mosquetes europeos y que termina uniéndose al Príncipe Heredero Lee Chang para luchar contra los no muertos. |

### Personajes secundarios
| Actor          | Personaje          | Episodios | Notas |
| -------------- | ------------------ | --------- | --- |
| Kim Sang-ho    | Moo-young          | -         | Es el leal guardaespaldas personal del príncipe Chang, a quien acompaña a las provincias del sur para investigar la plaga, dejando a su esposa embarazada en la capital.                         |
| Heo Joon-ho    | Lord Ahn Hyun      | -         | |
| Jeon Seok-ho   | Jo Beom-pal        | -         | [ 10 ] |
| Kim Hye-jun    | Reina Consorte Cho | -         | Es la esposa del rey encargada de darle un heredero. |
| Jung Suk-won   | Cho Beom-il        | -         | |
| Kim Hye-joon   | Reina              | -         | |
| Kim Tae-hoon   | Lee Kang-yoon      | -         | |
| Park Byung-eun | Min Chi-rok        | -         | Es el jefe de la comandancia real y un arquero experto que sospecha de la Reina. |
| Joo Suk-tae    | Lee Do-jin         | -         | Es el guardia del palacio y el leal súbito de Cho Hak-ju a quien envía al sur para detener al Príncipe Heredero Lee Chang.                                                                       |
| Ahn Eun-jin    | -                  | -         | Es la amorosa, dulce y embarazada esposa de Moo-young, quien se queda en la capital cuando él va a progeter al Príncipe Heredero. Poco después es puesta bajo la protección del clan Haewon Cho. |
| Yoo Seung-mok  | -                  | -         | Es un funcionario del gobierno local de Dongnae. |
| Jin Seon-kyu   | Deok Sung          | -         | Es la mano derecha y leal socio del Lord Ahn Hyun. |
| Kim Jong-soo   | Kim Soon           |           | [ 11 ] |

### Otros personajes
| Actor         | Personaje | Episodios | Notas                                 |
| ------------- | --------- | --------- | ------------------------------------- |
| Kim Kang-hoon | Yi Yeom   | -         |                                       |
| Oh Ah-rin     | -         | -         |                                       |
| Jung Eui-wook | -         | -         | Es el jefe de la guardia del palacio. |

### Apariciones especiales
| Actor        | Personaje    | Episodios | Notas  |
| ------------ | ------------ | --------- | ------ |
| Ahn Jae-hong | Oficial real | -         | [ 13 ] |
| Jo Han-chul  | Tío de Chang | -         |        |
| Jun Ji-hyun  | -            | -         | [ 14 ] |

## Episodios
La serie cuenta con dos temporadas de seis episodios cada una con una duración aproximada de 50 minutos por episodio.
| Temporada | Temporada | Episodios | Fecha de lanzamiento |
| --------- | --------- | --------- | -------------------- |
|           | 1         | 6         | 25 de enero de 2019  |
|           | 2         | 6         | 13 de marzo de 2020  |

### Spin-off
A principios de noviembre de 2020 se anunció que la serie tendría un spin-off titulado Kingdom: Story of Asin y que los actores Park Byung-eun y Jun Ji-hyun interpretarían nuevamente a Min Chi-rok y Asin.

## Premios y nominaciones
| Año  | Categoría                                    | Premio                                                     | Nominado (a)              | Resultado |
| ---- | -------------------------------------------- | ---------------------------------------------------------- | ------------------------- | --------- |
| 2020 | Best Actor                                   | 2nd Asia Contents Awards Busan International Film Festival | Ju Ji-hoon                | Ganó      |
| 2020 | Best Asian Drama                             | 2nd Asia Contents Awards Busan International Film Festival | "Kingdom 2"               | Nominado  |
| 2020 | Best Writer                                  | 2nd Asia Contents Awards Busan International Film Festival | Kim Eun-hee               | Ganó      |
| 2020 | Technical Achievement Award - Visual Effects | 2nd Asia Contents Awards Busan International Film Festival | MADMANPOST                | Ganó      |
| 2020 | Best Drama                                   | 56th Baeksang Arts Award                                   | "Kingdom"                 | Nominado  |
| 2020 | Technical Award                              | 56th Baeksang Arts Award                                   | Kim Nam-sik y Ryu Gun-hee | Nominados |

## Producción

### Desarrollo
Netflix se acercó a Eun-hee, después de que Signal terminó, para trabajar en un proyecto futuro que ella podría dirigir. Después de presentar con éxito el concepto del programa, Netflix aceptó la propuesta y se comprometió a anunciar el pedido de la serie. El 5 de marzo de 2017, Netflix anunció que le había dado a la producción un pedido de serie para una primera temporada. Junto con el anuncio de la serie, se confirmó que Kim Seong-hun dirigiría la serie y que Kim Eun-hee sería acreditada como escritora. Las productoras involucradas en la serie estaban programadas para consistir en AStory. Incluso antes del lanzamiento de la primera temporada, Netflix anunció que harían una segunda temporada. La filmación de la segunda temporada comenzó en febrero de 2019, con el director Park In-je uniéndose a la producción para dirigir su segundo episodio y en adelante. En noviembre de 2020, se confirmó la producción de un episodio especial único Kingdom: Ashin of the North, con el regreso del director de la primera temporada, Kim Seong-hun, y Kim Eun-hee retomando su papel de guionista.
La serie superó el presupuesto y cada episodio costó más de 1,78 millones de dólares. Como resultado, las dos primeras temporadas, que originalmente se planeó que tuvieran ocho episodios cada una, se redujeron a seis episodios.
El 16 de enero de 2018, un miembro del equipo de arte murió debido al exceso de trabajo. El 14 de marzo de 2019, se confirmó que en medio de la filmación de la segunda temporada, un miembro del personal del equipo de producción murió después de un accidente automovilístico. El 7 de enero de 2021, un castillo en el set de filmación de Kingdom: Ashin of the North se incendió cuando un miembro del personal intentó derretir la nieve con una antorcha. Partes del castillo fueron destruidas en el proceso de extinción del fuego y no hubo heridos.

### Guion
La guionista Kim Eun-hee comenzó a pensar en la historia detrás de la serie en 2011, queriendo reflejar los miedos y la ansiedad de los tiempos modernos a través de la lente del período histórico de Joseon. Originalmente, el creador pensó que sería difícil retratar la historia en el formato de una serie de televisión y, en cambio, creó el webcomic The Kingdom of the Gods junto con el ilustrador Yang Kyung-il en 2014. Si bien la serie es una adaptación del webcomic, no comparten mucho en común además de sus conceptos básicos.
Mientras trabajaba en las series de televisión Phantom y Signal, Eun-hee continuó trabajando en el proyecto, pero encontró desafíos al escribir una pieza de época y asegurar inversiones para el proyecto. Nacido de un interés por explorar oportunidades para escribir en una amplia gama de géneros y no limitado por las opciones convencionales en la narración y la censura en los K-dramas transmitidos públicamente, Eun-hee acreditó el éxito de Train to Busan, como el punto de inflexión para la revitalización del interés por las películas de zombis en el espacio mediático coreano.
En una entrevista en línea, Eun-hee afirmó que la política está integrada al núcleo de la serie y señaló que "se trata de lo que es la política. La política defectuosa creó resentimiento, y habrá una consecuencia de obtener la planta que da vida a los muertos". Agregó que el entorno político impulsa muchas de las decisiones e impulsa las acciones de los personajes en su viaje, y destacó que "si profundizamos más y más, todo se reduce a la política. El dolor que viene de la política, el precio que tenemos" a pagar por el dolor, son el mensaje que penetra la serie". Eun-hee habló además sobre la importancia de combinar esos géneros y centrarse particularmente en el examen de los elementos políticos cubiertos en la serie, citando que "la política y los muertos vivientes no están separados, sino que se unen como uno". Además de eso, Eun-hee comentó sobre la naturaleza de la política y su papel en la configuración del mundo de Kingdom. El retrato de la serie de la dinámica política de la corrupción y el poder destaca la disparidad de las crecientes preocupaciones contra la burguesía, que sufre en medio de una plaga. Hablando sobre la conceptualización de la peste, el creador argumentó que su papel en la narrativa es servir como un reflejo de la corrupción, la codicia, la inequidad y la injusticia cometida por la clase dominante, usándola como camuflaje para usurpar el poder político para mantener la influencia en el Reino de Joseon.
Eun-hee declaró en una entrevista que quería representar varios temas mediante el uso de varios dispositivos narrativos en la serie. Más tarde explicó que el tema de la primera temporada era "contar una historia sobre el hambre". Eun-hee agregó además que quería "retratar a personas que fueron maltratadas por aquellos en el poder que luchaban contra el hambre y la pobreza a través de los monstruos". Pasando a la segunda temporada, se exploró el tema de la sangre para "contar una historia sobre monstruos que anhelan sangre y humanos que desean una línea de sangre y un linaje en particular". Más tarde, Eun-hee señaló que una futura temporada de Kingdom incursionará en la exploración del resentimiento como tema para la base de la nueva historia que se contará.
Después de que Netflix ordenara el episodio especial Kingdom: Ashin of the North, Eun-hee destacó que el episodio marcará un puente importante entre los eventos de las dos primeras temporadas y la tercera temporada. En una entrevista, Eun-hee aclaró más sobre el razonamiento detrás del episodio y afirmó que "decidí ir con un episodio especial porque pensé que sería más interesante. No podemos dejar de lado la historia de la planta de la resurrección". Agregó además que "si la primera temporada sirvió como la piedra angular del espectáculo, Kingdom: Ashin of the North, será un trampolín para la tercera temporada de Kingdom". En una entrevista con The Philippine Star, Kim Eun-hee habló sobre la importancia de explorar el concepto de Han en el episodio especial. Mientras que el creador comenzó a profundizar en la idea a través de la creación del personaje de Ashin al escribir la segunda temporada, Kim Eun-hee quería examinar más a fondo el trauma colectivo, el dolor y el resentimiento nacidos de las experiencias de la tragedia en el episodio especial. La escritora expresó su deseo de representar a Han en la historia y afirmó que "siempre quise escribir una historia sobre los sentimientos de Han. Y en las temporadas anteriores, generalmente se enfoca en el poder dominante como el Príncipe Chang y las personas establecidas que  liderar la historia. Y luego llegué a pensar en la parte norte de Joseon y en los que en realidad están dominados por estas personas. Entonces, independientemente de si es Joseon u otro país, creo que las personas que están dominadas tienen ese mismo sentimiento (de Han)".

### Rodaje
La fotografía principal de las dos primeras temporadas tuvo lugar en Seúl, Corea del Sur, incluidas la provincia de Gyeonggi y la provincia de Gyeongsang del Norte entre 2018 y 2019. El rodaje de Kingdom: Ashin of the North tuvo lugar en la isla de Jeju en 2020.

### Casting
El actor Song Joong-ki fue cortejado para el papel principal, pero lo rechazó.  En septiembre de 2017, se informó que Ju Ji-hoon, Ryu Seung-ryong y Bae Doo-na estaban en conversaciones para protagonizar la serie. En noviembre de 2019, se informó que Jun Ji-hyun protagonizaría la segunda temporada. Después del anuncio del episodio especial, se confirmó que Jun Ji-hyun y Park Byung-eun retomarían sus respectivos papeles en Kingdom: Ashin of the North. Además, se confirmó que Kim Shi-ah, Koo Kyo-hwan y Kim Roi-ha fueron elegidos para el episodio especial.
Antes del estreno de la segunda temporada, Joo Ji-hoon declaró en una entrevista de Forbes que firmó para protagonizar la serie debido a su fe en el proyecto. Agrega que "Desde el tema refrescante hasta el emocionante guión del escritor Kim Eun-hee, la dirección del director Kim Sung-hoon y los miembros del elenco de la primera temporada, todos estos factores me convencieron de continuar el viaje hacia la segunda temporada". Además, se mostró entusiasmado ante la perspectiva de que un nuevo director se una a la serie en la segunda temporada y comentó que "Park In-je se unió a nosotros para la segunda temporada y el nuevo sistema de 'hacer una serie de televisión con gente que hace películas'. Fue fascinante. La intensidad es definitivamente mayor en comparación con filmar una película de dos horas, pero a los actores se les dio suficiente tiempo y espacio para prepararse para filmar una temporada que equivale a seis horas, así que tenía fe en que el resultado sería de alta calidad."
En una conferencia de prensa para Kingdom: Ashin of the North, Jun Ji-hyun reveló su experiencia al unirse a la serie. La actriz declaró que "era una gran admiradora de Kingdom. Cuando me reuní con la escritora [Kim Eun-hee] en un ambiente privado antes de que me ofrecieran el papel, le dije que estaba dispuesta incluso a aparecer como un zombi en Kingdom". Estoy muy agradecida de que ella me haya dado un papel tan importante". Más tarde afirmó que después de leer el guión del episodio especial, "me emocionó la idea de poder comenzar la gran historia".

## Recepción
Debido a que la serie obtuvo valoraciones positivas por parte de los críticos, fue renovada para una segunda temporada, estrenada en marzo de 2020.